# Second Life
Second Life (SL abreviat) és un món virtual 3D en línia llançat el 23 de juny de 2003, desenvolupat per i propietat de la firma Linden Lab, amb seu a San Francisco. És un dels mons virtuals més antics i el més prolífic amb milions d'usuaris de més de 150 països. L'empresa disposa les condicions prèvies de l'entorn 3D, actualitza els software i controla els pagaments, però cedeix l'organització del món virtual als seus usuaris. S'hi pot accedir lliurement a través del propi programari de Linden Lab o mitjançant visors alternatius de tercers.
Els usuaris de Second Life, també anomenats residents, creen representacions virtuals d’ells mateixos, anomenats avatars, i poden interactuar amb espais, objectes i altres avatars. Poden explorar el món (conegut com a quadrícula), conèixer altres residents i participar en activitats lúdiques, socials o polítiques. L'univers té el seu propi sistema econòmic: els residents poden crear i vendre objectes, propietats o serveis. Els intercanvis es fan en dòlars Linden, una moneda virtual que pot ser intercanviada per monedes reals.
Second Life està pensat per a persones majors de 16 anys, a excepció dels usuaris de 13 a 15 anys, que estan restringits a la regió d’una institució patrocinadora (per exemple, una escola).

## Història

### Precedents
La idea de Second Life es basa en la novel·la Snow Crash (1992) de Neal Stephenson. En aquesta, l'autor idea un Metavers, un món paral·lel poblat per avatars, representacions gràfiques que donen vida a identitats artificial en un entorn urbà desenvolupat al llarg d’una sola carretera de cent metres d’amplada que recorre una circumferència de 65536 km (216 km) d’un planeta negre, perfectament esfèric.
Els usuaris del Metavers hi accedeixen a través de terminals personals que projecten en una pantalla de realitat virtual d'alta definició a les ulleres que porta l’usuari o des de terminals públics de baixa qualitat (amb un aspecte granulat en blanc i negre). Dins del Metaverse, els usuaris individuals apareixen com a avatars de qualsevol forma, amb l'única restricció essent l'alçada, per evitar que la gent faci passes massa llargues. Els béns immobles virtuals són propietat del Global Multimedia Protocol Group, una subdivisió fictícia de l'Association for Computing Machinery.
Tot i reconèixer la importància cabdal de la obra de Stephenson, el creador de Second Life, Phillip Rosadale, senyala que ja havia experimentat amb la creació de jocs virtuals durant la seva formació universitària.

### Desenvolupament
El 1999, Philip Rosedale va formar Linden Lab amb la intenció de desenvolupar maquinari informàtic per permetre que la gent es submergís en un món virtual. En la seva forma més primitiva, la companyia va lluitar per produir una versió comercial del maquinari, coneguda com "The Rig". Aquesta visió es va convertir en l'aplicació de programari Linden World, en què la gent participava en jocs basats en tasques i socialitzava en un entorn tridimensional en línia. Aquest esforç finalment es va transformar en la Second Life més coneguda i centrada en l'usuari.
El 2005 i el 2006, Second Life va començar a rebre una important atenció mediàtica, incloent una notícia de portada a la revista BusinessWeek amb el món virtual i l’avatar de Second Life Anshe Chung. Al mateix temps, el servei va experimentar un període de creixement exponencial de la seva base d’usuaris.
El gener del 2008, els residents van passar un total de 28.274.505 hores a Second Life i, de mitjana, van iniciar sessió 38.000 residents. La concurrència màxima (nombre d’avatars al món) registrada és de 88.200 el primer trimestre del 2009. Aquell mateix any Second Life va ser guardonat als Technology & Engineering Emmy Awards per haver avançat en el desenvolupament de llocs en línia amb contingut generat per usuaris.
Al novembre de 2010, es van registrar 21,3 milions de comptes, tot i que la companyia no ha fet pública cap estadística sobre l'ús coherent a llarg termini real. No obstant això, Wagner James Au, que escriu sobre Second Life, va declarar a l'abril de 2013 que la base d'usuaris activa de Second Life era d'uns 600.000.
Només el 2015, els usuaris de Second Life havien cobrat aproximadament 60.000.000 de dòlars (60 milions de dòlars EUA) i Second Life tenia un PIB estimat de 500.000.000 de dòlars (500 milions de dòlars EUA), superior a alguns països.

## Jugabilitat
Second Life és un videojoc de rol en primera persona en un món obert. Cada aspecte del jugador és personalitzable, inclosos el nom i l'aspecte físic.

### Usuari
Crear un compte és gratuït. Existeix la versió Premium que té un cost de 11,99 $ mensuals i permet adquirir sòl i accés exclusiu a béns i espais.

### Contingut
Second Life solia oferir dues dues regions principals: una per a adults (majors de 18 anys) i una per a adolescents. L'agost de 2010, Linden Lab va clausurar la regió per adolescents a causa dels costos operatius. Des de llavors l'edat mínima de registre és de 16 anys. Hi ha altres comptes limitats per a educadors que utilitzen Second Life amb estudiants més joves.
Hi ha tres classificacions segons el tipus de contingut i activitats:
- General (sense violència ni nuesa)

- Moderat (violència, llenguatge ofensiu, situacions per a adults, nuesa)

- Adult (pot contenir activitat sexual explícita, nuesa o violència)